# Anisa Ismaili
Anisa Ismaili (* 1972 in Pristina) ist eine kosovarische Schauspielerin.

## Leben und Karriere
Ismaili studierte an der Universität Prishtina. Ihr Debüt gab sie 1996 im Fernsehfilm Where No Sun Rises. Anschließend war sie 2003 in Jeta e një toke – Gjykimi zu sehen. 2005 spielte sie im Film Kukumi die Hauptrolle. Außerdem wurde Ismaili 2018 in für den Film Plum In The Throat gecastet. Unter anderem trat sie im Kurzfilm Salon auf. 2021 bekam sie eine Rolle in Në kërkim të Venerës.

## Filmografie
- 1996: Where No Sun Rises (Fernsehfilm)
- 2003: Jeta e një toke – Gjykimi (Fernsehfilm)
- 2005: Kukumi
- 2018: Plum In The Throat
- 2018: Mother’s Love (Kurzfilm)
- 2019: Salon (Kurzfilm)
- 2021: Në kërkim të Venerës